# ホートン
ホートン（Houghton ）はかつてイギリスにあったガラス乾板、フィルム、レンズ、カメラのメーカーである。

## 略歴
- 1836年 - ジョージ・ホートン（George Houghton ）とアントワーヌ・クローデット（Antoine Claudet ）によりクローデット&ホートン（Claudet & Houghton ）創業。
- 1867年 -ホートン&サン（Houghton & Son )に社名を変更。
- 1892年 -ホートン&サンズ（Houghton & Sons )に社名を変更。
- 1903年 - 日中装填可能なロールフィルムをエンサイン（Ensign 、イギリス関連に使われる旗の意）ブランドで製造を始める。株式会社（George Houghton & Sons Ltd. ）化。
- 1904年 - 最高級木製カメラサンダーソンを製造していたホルムズ兄弟社等を吸収合併し社名をホートンズ（Houghtons Ltd. ）とする。吸収合併した会社の製品も製造を続け、例えばサンダーソンは1939年まで製造されている。
- 1915年 - W.ブッチャー&サン（W. Butcher and Sons Ltd. ）と合併しホートン・ブッチャー製造社（Houghton-Butcher Manufacturing Co. Ltd., ）となる。
- 1930年 - カメラのブランドをエンサインに統一、会社名をエンサイン（Ensign Ltd. ）に変更。
- 1940年 - 本社がドイツ軍の爆撃を受けた。
- 1945年 - バーネット（Barnet ）ブランドのフィルムで知られていたエリオット&サンズ（Elliott & Sons Ltd. ）を合併しバーネット・エンサイン（Barnet-Ensign Ltd. ）に社名を変更。
- 1948年 - 光学機器メーカーであったロッスを合併、バーネット・エンサイン・ロッス（Barnet Ensign Ross Ltd. ）となる。
- 1954年 - 社名をロッス・エンサイン（Ross Ensign ）に変更。
- 1961年 - 倒産。

## 製品一覧

### 120フィルム使用カメラ
製品番号は撮影可能枚数と使用フィルムを示す。例えば8-20は120フィルムを使用し8枚撮り=6×9cm判。オートレンジは距離計連動の高級版、セルフィックスはファインダーのみの普及版。
- セルフィックス8-20（Selfix 820 、1950年頃発売） - 6×9cm判。
- セルフィックス16-20（Selfix 16-20 、1950年頃発売） - 6×4.5cm判。レンズはエンサー75mmF3.5。
- セルフィックス16-20II（Selfix 16-20II ） - 6×4.5cm判。セルフィックス16-20のレンズがエクスプレス75mmF3.5に変更された。
- セルフィックス12-20（Selfix 12-20 ） - 6×6cm判。レンズはエクスプレス75mmF3.5。
- オートレンジ16-20（Autorange 16-20 、1953年頃発売） - 6×4.5cm判。レンズはエクスプレス75mmF3.5。シャッターレリーズ後フィルムを巻かずにもう一度シャッターを押すとシャッターボタンの中心から針が突き出す二重撮影防止機構。フィルム送りは赤窓式で、少しでも巻くと二重撮影防止機構は働かない。
- オートレンジ8-20（Autorange 8-20 、1957年頃発売） - 6×9cm判。レンズはエクスプレス105mmF3.8。